# Grethe Ingmann
Grethe Ingmann (născută Clemmensen; n. 17 iunie 1938, Copenhaga, Danemarca – d. 18 august 1990, Frederikssund, Frederiksborg Amt, Danemarca) a fost o cântăreață daneză.